# Numai iubirea
Numai iubirea este prima telenovelă românească, produsă de MediaPro Pictures a cărei premieră a avut loc la data de 2 octombrie 2004 difuzată pe posturile de televiziune Pro TV și Acasă TV, al doilea din acestea fiind specializat în difuzarea de telenovele. De altfel ideea producerii acestei telenovele aparține  chiar directorului executiv al postului, Ruxandra Ion care este și producător general.
Telenovela este structurată ca un serial color format din 100 episoade a câte 60 minute. Este o producție integral românească începând de la scenarist-ul Eugen Patriche, producătorii Ruxandra Ion și Andrei Boncea, regizorii Anatol Reghintovschi și Iura Luncașu,  până la actori și echipa tehnică.
Imaginea este semnată de Bebe Cojocaru, coloana sonoră de Florin Sever, iar piesa muzicală „Numai iubirea” care a dat și numele filmului, este interpretată de căntărețul de muzică latino Pepe.
Costumele - Dana Săvuică.

## Premisă
Aveau o viață fericită împreună: Ioana, Dan (Alexandru Papadopol) și Bianca (Bianca Neagu). Până într-o zi nefericită în care viața Ioanei a fost curmată de un tragic accident de mașină care îi marchează pe viață, atât pe fetiță, dar mai ales pe Dan care conducea mașina în momentul fatal. Bianca, fetița lor, avea numai cinci ani, iar Dan a rămas să-i fie și tată și mamă, copilul fiind singurul său motiv de a trăi; lumina ochilor săi.
Au trecut de atunci 2 ani. Bianca este o fetiță minunată, foarte inteligentă, dar totuși un copil trist, care a crescut fără mamă. Își iubește mult tatăl și încearcă să fie alături de el în orice împrejurare. Ea este acum în clasa I, în timp ce Dan, arhitect de succes, nu poate trece încă peste dureroasa pierdere a soției lui, dar totuși încearcă să-și refacă viața. Alături de cei doi se află și Victor (Dan Bordeianu), fratele mai mic al lui Dan, un artist boem. Cei trei locuiesc împreună într-o vilă superbă, iar Ildiko (Ioana Ginghina) este menajera lor, o fată foarte harnică, plină de viață și extrem de atrăgătoare.
Bianca și Dan vor trebui să înfrunte împreună numeroase obstacole. La început apare Andreea (Oana Zăvoranu), o femeie ambițioasă, lipsită de scrupule, care își dorește cu disperare o carieră solo în muzică. Pentru a deveni star, are nevoie de o mulțime de bani, pe care vrea să-i obțină de la Dan. Gândindu-se tot la averea lui Dan, Claudia (Tora Vasilescu), mama Ioanei, luptă pentru a obține custodia Biancăi și implicit pentru a primi, în fiecare lună, alocația. Pentru aceasta, ea va apela la serviciile lui Tudor (Vlad Radescu), un avocat alunecos și care nu lasă femeile din jur indiferente.
Cum fiecare lucru rău atrage după sine și un lucru bun, Dan și Bianca sunt ajutați de Marga (Anca Pandrea), o vecină care le este întotdeauna alături și de Manole (Sebastian Papaiani), soțul Claudiei, om bun la suflet care nu acceptă sub niciun chip ideile pline de răutate ale soției sale, dar care se lasă dominat de aceasta.
Deși Bianca nu suportă ideea ca tatăl ei să-și mai găsească o nouă soție, atunci când o cunoaște pe Ana (Corina Dănilă), profesoara ei de engleză, o femeie frumoasă și modestă, își schimbă părerea și încearcă din răsputeri să-i apropie pe cei doi. Cum Andreea, iubita tatălui său îi stă în cale, micuța apelează la diverse tertipuri pentru a o îndepărta, între cele două existând clar un război.

## Distribuția
- Alexandru Papadopol - Dan Bratu, protagonist
- Bianca Neagu - Bianca Bratu, protagonistă
- Oana Zăvoranu - Andreea Damaschin, antagonistă
- Corina Dănilă - Ana Dogaru, protagonistă
- Dan Bordeianu - Victor Bratu, co-protagonist
- Adela Popescu - Alina Damaschin (debutantă), co-protagonistă

Cu participarea:
- Tora Vasilescu - Claudia Tudose, antagonistă
- Sebastian Papaiani - Manole Tudose, co-protagonist
- Iurie Darie - Nichifor Dogaru, co-protagonist
- Anca Pandrea - Margareta (Marga) Stancu, co-protagonistă
- Alexandru Barba - Ștefănuț
- Vlad Rădescu - Tudor Lupescu, antagonist
- Carmen Ionescu - Maria Bratu
- Dinu Ianculescu - Nicolae Bratu
- Pavel Bartoș - Paul Tănase
- Ioana Ginghină - Ildiko Szekelyi, co-protagonistă
- Ana Maria Moldovan - Delia, co-protagonistă
- Maria Popa - Sabina
- Ana Grosu - Miruna
- Victor Gabor - Luca
- Oliver Toderiță - Lucian Vasilescu
- Florin Piersic - Octavian
- Cristina Cioran - Laura
- Vasile Calofir - Ricky
- Lili Sandu - Casandra Niculescu, antagonistă
- Octavian Strunilă - Terente (Costică Anghel), antagonist
- Valentin Rupiță - Sică Ciomag
- Florin Roată - Țeapă (Ionuț Crețu)
- Dan Chiriac - Zeamă (Iancu Vasile)
- Geo Dobre - comisarul Mircea Olteanu
- Lili Sanboeuf - Angela
- Mirela Oprișor - Karina
- Doru Todoruț - Sebastian
- Costel Constantin - Marcel
- Lucian Viziru
- Gabriela Spanic